# Pendle Hill, New South Wales
Pendle Hill este o suburbie în Sydney, Australia.